# 1758 год в науке
В 1758 году были различные научные и технологические события, некоторые из которых представлены ниже.

## События
- Астроном Шарль Мессье начал составление своего каталога.
- Вышло десятое издание книги «Система природы» Карла Линнея, впоследствии принятое за исходный пункт зоологической номенклатуры.
- Сербский учёный, физик, математик Руджер Иосип Бошкович опубликовал оригинальную атомистическую теорию (атом как центр силы): Theoria philosophiae naturalis redacta ad unicam legem virium in natura existentium (Theory of Natural philosophy derived to the single Law of forces which exist in Nature).
- Появление кометы Галлея: первый предсказанный перигелий. Комета была найдена Иоганном Георгом Паличем 25 декабря 1758 года, что явилось блестящим подтверждением механики Ньютона.

## Награды
- Медаль Копли: Джон Доллонд

## Родились
- 11 октября — Генрих Вильгельм Маттеус Ольберс, немецкий астроном, врач и физик.
- 16 октября — Ноа Уэбстер, американский лексикограф, языковед, составитель «Американского словаря английского языка».

## Скончались
- 18 марта — Томаш Жебровский (р. 1714), астроном и математик; профессор математики и философии Академии и университета виленского Общества Иисуса, основатель астрономической обсерватории в Вильно.
- 22 апреля — Антуан де Жюссьё (р. 1686), французский ботаник.
- 15 августа — Пьер Бугер (р. 1698), французский математик и астроном, известен как отец «корабельной архитектуры».